# Mortoniella eduardoi
Mortoniella eduardoi là một loài Trichoptera trong họ Glossosomatidae. Chúng phân bố ở vùng Tân nhiệt đới.